# Sukarami (Lintang Kanan)
Sukarami is een bestuurslaag in het regentschap Empat Lawang van de provincie Zuid-Sumatra, Indonesië. Sukarami telt 846 inwoners (volkstelling 2010).